# Hopea
Hopea Roxb. è un genere di piante della famiglia Dipterocarpaceae, diffuso nell'Asia tropicale.

## Tassonomia
Il genere comprende le seguenti specie:
- Hopea acuminata Merr.
- Hopea aequalis P.S.Ashton
- Hopea altocollina P.S.Ashton
- Hopea andersonii P.S.Ashton
- Hopea apiculata Symington
- Hopea aptera P.S.Ashton
- Hopea auriculata Foxw.
- Hopea bancana (Boerl.) Slooten
- Hopea basilanica Foxw.
- Hopea beccariana Burck
- Hopea bilitonensis P.S.Ashton
- Hopea brachyptera (Foxw.) Slooten
- Hopea bracteata Burck
- Hopea brevipetiolaris (Thwaites ex Trimen) P.S.Ashton
- Hopea bullatifolia P.S.Ashton
- Hopea cagayanensis (Foxw.) Slooten
- Hopea canarensis Hole
- Hopea celebica Burck
- Hopea celtidifolia Kosterm.
- Hopea centipeda P.S.Ashton
- Hopea cernua Teijsm. & Binn.
- Hopea chinensis (Merr.) Hand.-Mazz.
- Hopea cordata J.E.Vidal
- Hopea cordifolia (Thwaites) Trimen
- Hopea coriacea Burck
- Hopea dasyrrhachis Slooten
- Hopea depressinerva P.S.Ashton
- Hopea discolor Thwaites
- Hopea dryobalanoides Miq.
- Hopea dyeri F.Heim
- Hopea enicosanthoides P.S.Ashton
- Hopea erosa (Bedd.) Slooten
- Hopea ferrea Laness.
- Hopea ferruginea Parijs
- Hopea fluvialis P.S.Ashton
- Hopea forbesii (Brandis) Slooten
- Hopea foxworthyi Elmer
- Hopea glabra Wight & Arn.
- Hopea glabrifolia C.T.White
- Hopea glaucescens Symington
- Hopea gregaria Slooten
- Hopea griffithii Kurz
- Hopea hainanensis Merr. & Chun
- Hopea helferi (Dyer) Brandis
- Hopea inexpectata P.S.Ashton
- Hopea iriana Slooten
- Hopea jacobi C.E.C.Fisch.
- Hopea johorensis Symington
- Hopea jucunda Thwaites
- Hopea kerangasensis P.S.Ashton
- Hopea latifolia Symington
- Hopea longirostrata P.S.Ashton
- Hopea macrocarpa Poopath & Sookch.
- Hopea malibato Foxw.
- Hopea megacarpa P.S.Ashton
- Hopea mengarawan Miq.
- Hopea mesuoides P.S.Ashton
- Hopea micrantha Hook.f.
- Hopea mindanensis Foxw.
- Hopea modesta (A.DC.) Kosterm.
- Hopea montana Symington
- Hopea myrtifolia Miq.
- Hopea nervosa King
- Hopea nigra Burck
- Hopea nodosa Slooten
- Hopea novoguineensis Slooten
- Hopea nutans Ridl.
- Hopea oblongifolia Dyer
- Hopea obscurinerva P.S.Ashton
- Hopea odorata Roxb.
- Hopea ovoidea P.S.Ashton
- Hopea pachycarpa (F.Heim) Symington
- Hopea papuana Diels
- Hopea parviflora Bedd.
- Hopea parvifolia (Warb.) Slooten
- Hopea paucinervis Parijs
- Hopea pedicellata (Brandis) Symington
- Hopea pentanervia Symington ex G.H.S.Wood
- Hopea philippinensis Dyer
- Hopea pierrei Hance
- Hopea plagata (Blanco) S.Vidal
- Hopea polyalthioides Symington
- Hopea ponga (Dennst.) Mabb.
- Hopea pterygota P.S.Ashton
- Hopea pubescens Ridl.
- Hopea quisumbingiana  H.G.Gut.
- Hopea racophloea Dyer
- Hopea recopei Pierre ex Laness.
- Hopea reticulata Tardieu
- Hopea reynosoi H.G.Gut., Rojo & Madulid
- Hopea rudiformis P.S.Ashton
- Hopea rugifolia P.S.Ashton
- Hopea samarensis H.G.Gut.
- Hopea sangal Korth.
- Hopea santosiana H.G.Gut., Rojo & Madulid
- Hopea sasidharanii Robi & Sujanapal
- Hopea scabra P.S.Ashton
- Hopea semicuneata Symington
- Hopea shingkeng (Dunn) Bor
- Hopea similis Slooten
- Hopea sphaerocarpa (F.Heim) P.S.Ashton
- Hopea subalata Symington
- Hopea sublanceolata Symington
- Hopea subpeltata Poopath & Pooma
- Hopea sulcata Symington
- Hopea tenuinervula P.S.Ashton
- Hopea thorelii Pierre
- Hopea treubii F.Heim
- Hopea ultima P.S.Ashton
- Hopea utilis (Bedd.) Bole
- Hopea vacciniifolia Ridl. ex P.S.Ashton
- Hopea vesquei F.Heim
- Hopea vietnamensis H.V.Sam & V.D.Vu
- Hopea wyattsmithii G.H.S.Wood ex P.S.Ashton